# Wolsztyn
Wolsztyn er en by i regionen Storpolen i det vestlige Polen. Byen har ca. 13.500 indbyggere og er hovedsæde for Powiat wolsztyński i Województwo wielkopolskie.
Byen er omgivet af søerne Jezioro Wolsztyńskie og Jezioro Berzyńskie, der får vand fra Doyca.
Byen fik markedrettigheder før 1424. I 1793 kom byen til Preussen og i 1807 til Hertugdømmet Warszawa. En bybrand ødelagde store dele af byen i 1810. Fra 1815 til 1920 hørte byen til den prøjsiske provins Posen og var med afbrydelser hovedsæde for Kreis Bomst. Derefter kom den til den nydannede stat Polen. Under den tyske besættelse fra 1939 til 1945 var den hovedsæde for Landkreis Wollstein i Reichsgau Wartheland.

## Maskindepotet
Jernbanen mellem Wolsztyn og Zbąszyń blev taget i brug i 1884. Maskindepotet, Parowozownia Wolsztyn, råder i dag over mere end 30 forskellige damplokomotiver af forskellige typer. Enkelte af disse kører stadig i daglig drift som følge af en aftale mellem de polske statsbaner og en britisk rejsearrangør for jernbaneentusiaster. Dermed er Wolsztyns maskindepot det sidste i Europa, der indsætter normalsporede damplokomotiver i normal drift. På de indsatte damplokomotiver foretages der også uddannelse af damplokomotivførere til veteranbaner.
Siden 1993 arrangerer det nuværende PKP Cargo hvert år i en weekend omkring 1. maj en damplokomotivparade med deltagelse af en række polske og tyske damplokomotiver. Samtidig afholdes en byfest.

## Berømte indbyggere
- Robert Koch (19843-1910), tysk læge og nobelprismodtager, der opdagede årsagen til miltbrand, mens han arbejde i byen.
- Bruno Asch (1890–1940)´, politiker og borgmester i Höchst am Main
- Hans Jürgen Kallmann (1908–1991), maler
- Hans von Kusserow (1911–2001), danser og koreograf
- Ingeborg von Kusserow (1919-2014), skuespiller
- Otto Plathner (1811–1885), jurist og politiker i Frankfurter Nationalversammlung
- Adolf Sabor (1841–1907), rigsdagsmedlem
- Paul Wojtkowski (1892-1960), tysk politiker
- Joseph Marie Wronski (1776–1853), polsk filosof og matematiker

## Galleri
- Det damper stadig i Wolsztyn.
- Sovjetisk soldaterkirkegård.
- Katolsk kirke.
- Robert Koch-huset.